# Resolución contractual
La 'resolución contractual',es un efecto especial que se produce en los contratos bilaterales, es decir, donde las partes se han obligado recíprocamente, y que consiste en que frente al incumplimiento de una de las partes, nace para la otra el derecho de pedir que se deje sin efecto el contrato reparándosele los perjuicios sufridos.